# Remilly-sur-Lozon
Remilly-sur-Lozon era un comune francese di 665 abitanti situato nel dipartimento della Manica nella regione della Normandia. Dal 1º gennaio 2017 si è fuso con Le Mesnil-Vigot e Les Champs-de-Losque per formare il nuovo comune di Remilly Les Marais.

## Società

### Evoluzione demografica
Abitanti censiti